# Vauchonvilliers
Vauchonvilliers és un municipi francès situat al departament de l'Aube i a la regió del Gran Est. L'any 2018 tenia 165 habitants.

## Demografia
El 2007 la població de fet de Vauchonvilliers era de 129 persones. Hi havia 77 habitatges, 55 eren l'habitatge principal, 20 segones residències i 2 desocupats. Hi havia 76 eren cases i un apartament. 

## Economia
El 2007 la població en edat de treballar era de 78 persones, 56 eren actives i 22 eren inactives.
L'únic establiment que hi havia el 2007 era d'una empresa de construcció. L'any 2000 hi havia 14 explotacions agrícoles que conreaven un total de 608 hectàrees.